# Ariana Arcu
Ariana Arcu (n. Bucareste) é uma violoncelista romena.

## Carreira
Ariana Arcu iniciou seus estudos de violoncelo aos 7 anos de idade em Clun, Romênia. É filha do violoncelista Valentin Arcu. Ariana Arcu foi vencedora de inúmeros concursos nacionais, incluindo o primeiro prêmio do Constanta - Roménia, Concurso Nacional de Violoncelo em 1994.
Ariana graduou-se no Conservatório de Música de Bucareste, em 2000. Depois de excursionar e gravar com Scorpions (no álbum Acoustica), chegou aos Estados Unidos para prosseguir seus estudos na Universidade do Alabama, em Tuscaloosa.
Tem realizado concertos na Coreia do Sul, Singapura, Tailândia e em toda a Europa. Recentemente ela foi convidada para um concerto em Havana, Cuba, com os membros da Universidade de Alabama.
É professora assistente na Universidade do Alabama, onde também é uma candidata a doutorado. Ariana Arcu atua no corpo docente da University of North Alabama como professora de violoncelo, e também ensina na Florence String Camp durante o verão.